# Шпильрейн, Исаак Нафтульевич
Исаа́к (Иче-Майер) Нафту́льевич Шпильре́йн (также Исаак Нафтулович, Ицхок-Меер Шпильрайн; 1891, Ростов-на-Дону Области Войска Донского — 1937, Москва) — советский психолог и лингвист, один из создателей российской психотехники и промышленной психологии. Доктор философии (1914).

## Биография
В 1906—1909 годах член партии эсеров, в 1907 году за распространение прокламаций исключён из гимназии. Высшее образование получил в университетах Гейдельберга и Лейпцига (1909—1914). Публиковаться в области психологии образования и мнемотехники начал будучи студентом. Во время Первой мировой войны был интернирован как гражданин враждебной державы. Вернулся в Россию в 1919 году и до 1922 года работал переводчиком и референтом в Наркоминделе, стал одним из организаторов еврейского литературного общества в Тифлисе.
Профессиональная научная деятельность началась в 1922 г. работой в психотехнической лаборатории Центрального института труда (ЦИТ) в Москве.
В 1923 году организовал психотехническую лабораторию при Наркомате труда и создал секцию психотехники в Институте психологии. В 1922—1923 годах читал курс еврейского языка (идишa) во Втором Московском государственном университете — первый курс грамматики идиша в стране; опубликовал первый советский учебник грамматики идиша. В 1927 году организовал и возглавил Всероссийское общество психотехники и прикладной психофизиологии (ВОПиПП), выступил организатором научной работы в области психологии труда в СССР. С 1928 г. главный редактор журнала Психотехника и психофизиология труда.
Занимался проблемами психологии труда (рационализация труда, утомление, автоматизация трудовых действий, профессиональный отбор и консультация). Был активным деятелем движения научной организации труда (НОТ) в СССР, организатором и председателем Всесоюзного общества психотехники и прикладной психофизиологии, президентом Международной психотехнической ассоциации. Исследовал профессиональную лексику военнослужащих, вопросы социальной психологии (например, перемены фамилий взрослыми).
Был арестован и исключен из партии в 1935 году, осуждён на 5 лет ИТЛ. 26 декабря 1937 года по обвинению в шпионаже и участии в контрреволюционной террористической организации приговорён к высшей мере наказания и в тот же день расстрелян. Реабилитирован посмертно в июне 1957 года. Два брата И. Н. Шпильрейна также были расстреляны.
После смерти Шпильрейна его жена — Рахиль Иосифовна и дочь — Мениха были высланы из Москвы. Они жили в Самарканде, а затем в Ташкенте.

## Семья
- Жена — Рахиль Иосифовна Почтарёва (ум. в 1984 г.), как и муж была психотехником.
  - Дочь — Мениха Исааковна Шпильрейн (1916—2000), физиолог, биохимик и переводчик психоаналитической литературы.
- Сестра — доктор медицины Сабина Николаевна Шпильрейн (в замужестве Шефтель, 1885—1942) — советский психоаналитик, ученица К. Юнга и З. Фрейда.

Братья:
- Ян Николаевич Шпильрейн (1887—1938) — советский математик, член-корреспондент АН СССР (1934); с 1910 года был женат на Сильвии Борисовне Рысс, чья сестра Софья Рысс (1884—1964) в свою очередь была женой немецкого социалиста Карла Либкнехта.[1]
- Эмиль Николаевич (Нафтульевич) Шпильрейн (1899—1938) — советский биолог, декан биологического факультета Ростовского университета.
  - Племянник И. Н. Шпильрейна — Эвальд Эмильевич Шпильрайн (1926—2009) — советский инженер, специалист в области теплофизики и энергетики, член-корреспондент РАН (1997).

## Сочинения
- Психотехника и выбор профессии. М., 1924.
- ייִדיש: אַ קאָנספּעקט פֿון אַ קורס אין דעם צװײטן מאָסקװער מעלוכישן אוניװערסיטעט (йидиш: а конспект фун а курс ин дем цвэйтн москвэр мелухишн университет — идиш: конспект курса во втором московском государственном университете). Москва: Фарлаг шул ун бух (издательство школа и книга), 1926. Текст на идише.
- Шпильрейн И. Н., Рейтынбарг Д. И.,Нецкий Г. И. Язык красноармейца: опыт исследования словаря красноармейца Московского гарнизона. — М.; Л.: Государственное издательство; Отдел военной литературы, 1928. — 190 с.
- Прикладная психология: психология труда и психотехника. / под ред. И. Н. Шпильрейна. — М.: Издание Б. З. О. при М. П. И., 1930. — 119, [1] с.
- Шпильрейн И. Н. Психотехника в реконструктивный период. — [М.]: Издательство Коммунистической академии, 1930. — 96 с.
- К вопросу о теории психотехники. М., 1931.